# Franciszek Gajowniczek
Franciszek Gajowniczek (15 tháng 11 năm 1901 - 13 tháng 3 năm 1995) là một trung sĩ quân đội Ba Lan. Ông được biết đến là người đã được linh mục Công giáo Maximilian Kolbe hy sinh thân mình để cứu khi còn ở trong trại tập trung Auschwitz.
Gajowniczek đã bị đưa đến trại tập trung Auschwitz từ một nhà tù thuộc ở Gestapo thuộc Tarnów. Ông bị bắt khi đang vượt biên sang Slovakia sau sự kiện Pháo đài Modlin thất thủ trong cuộc xâm lược Ba Lan của Đức Quốc xã vào năm 1939. Gajowniczek đã sống sót sau chiến tranh và kể từ đó ông đã trở thành một nhà truyền giáo, cống hiến cả cuộc đời mình để truyền bá câu chuyện về sự hy sinh của Kolbe.

## Tiểu sử
Franciszek Gajowniczek, sinh năm 1901 tại Strachomin gần Mińsk Mazowiecki. Ông là một người theo đạo Công giáo La Mã. Sau khi đất nước Ba Lan có chủ quyền được tái thiết, ông chuyển đến Warszawa vào năm 1921, kết hôn và có hai người con trai. Ông là một quân nhân phục vụ quân đội Ba Lan, tham gia chiến đấu bảo vệ Wieluń cũng như Warsaw vào tháng 9 năm 1939 trong cuộc xâm lược Ba Lan của Đức Quốc xã. Sau trận Modlin, Gajowniczek bị lực lượng cảnh sát mật của Đức bắt ở Zakopane khi đang cố gắng vượt biên sang Slovakia. Ông bị kết án lao động cưỡng chế tại Tarnów.
Gajowniczek bị chuyển đến trại tập trung Auschwitz vào ngày 8 tháng 10 năm 1940. Ông và linh mục Kolbe (tù nhân số 16670) gặp nhau trong trại vào tháng 5 năm 1941. Sau sự kiện một số tù nhân trốn thoát khỏi trại, chỉ huy SS Karl Fritzsch đã ra lệnh bắt 10 tù nhân khác chịu hình phạt bỏ đói đến chết để trả đũa. Gajowniczek (tù nhân số 5659) là một trong những người bị lựa chọn. Khi linh mục Maximilian Kolbe nghe thấy Gajowniczek kêu lên trong đau đớn về số phận của gia đình mình, ông đã có một hành động dũng cảm là đề nghị quân Đức lựa chọn mình làm người thay thế. Đề nghị của ông được chấp nhận. Sau khi tất cả những người cùng phòng xấu số qua đời vì đói, Kolbe cuối cùng bị xử tử bằng hình thức tiêm axit carbolic. 

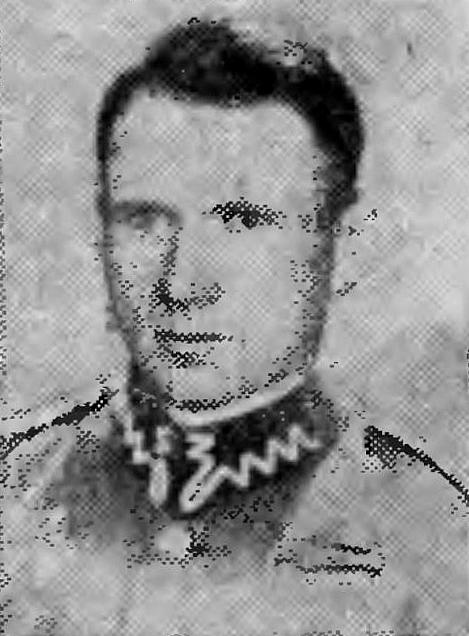
Gajowniczek khi còn là một người lính trước năm 1939

Gajowniczek sau đó được chuyển từ Auschwitz đến trại tập trung Sachsenhausen vào ngày 25 tháng 10 năm 1944.   Ông đã được giải phóng ở đó bởi quân Đồng minh, sau tổng cộng 5 năm, 5 tháng và 9 ngày phải sống trong các trại tập trung. Sáu tháng sau, ông đoàn tụ với người vợ Helena ở Rawa Mazowiecka. Họ sống sót sau cuộc chiến, nhưng hai người con trai của họ đã không may mắn thiệt mạng trong một cuộc bắn phá của Liên Xô vào Rawa Mazowiecka vào tháng 1 năm 1945.

### Sau chiến tranh thế giới thứ hai

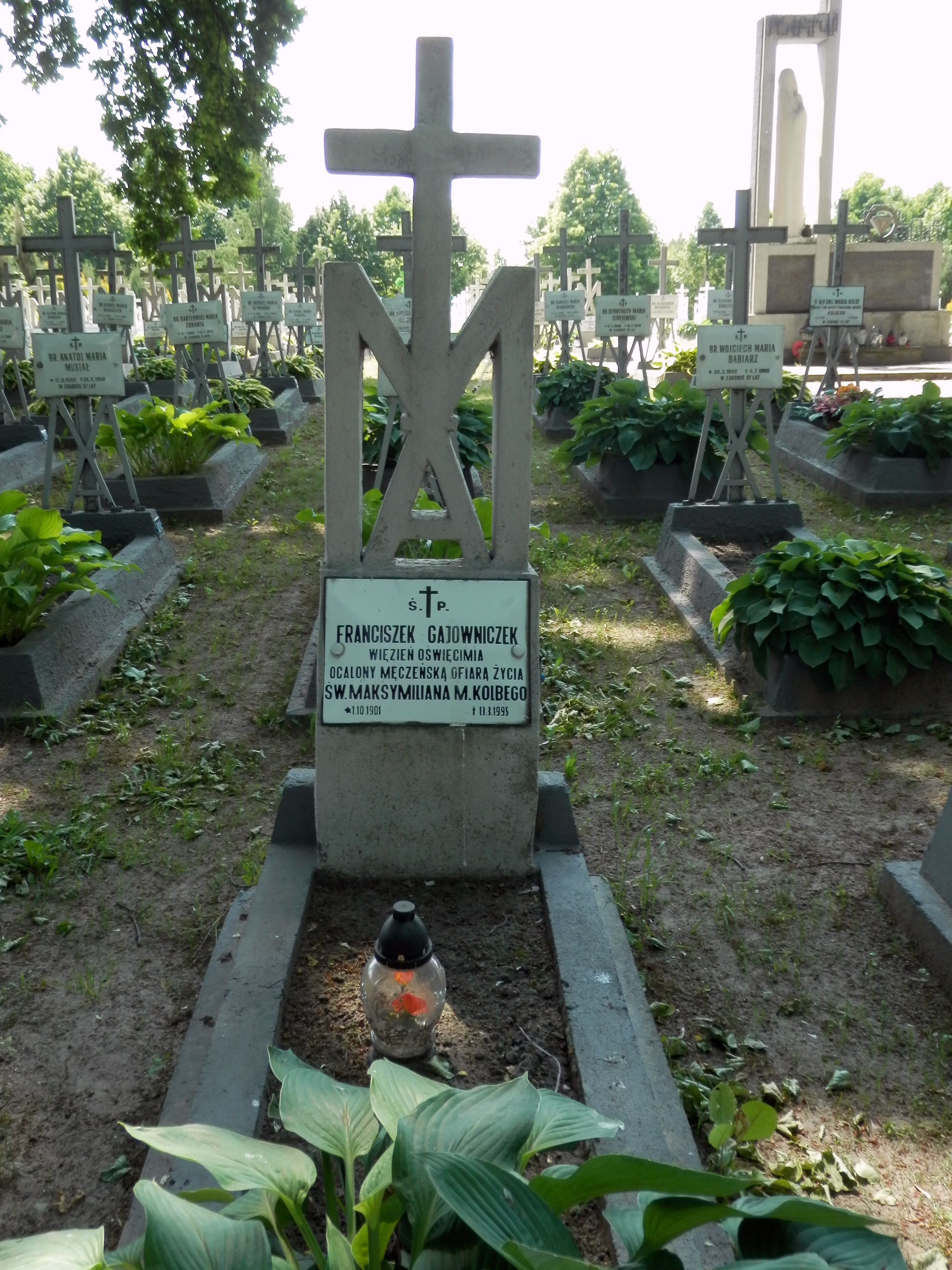
Mộ của Gajowniczek tại nghĩa trang Niepokalanów, Ba Lan

Vào ngày 17 tháng 10 năm 1971, Gajowniczek là khách của Giáo hoàng Paul VI tại Vatican khi Maximilian Kolbe được phong chân phước vì sự hy sinh cao đẹp của mình. Năm 1972, tạp chí Time báo cáo rằng hơn 150.000 người đã hành hương đến Auschwitz để tôn vinh kỷ niệm ngày Kolbe được phong chân phước. Một trong những người đầu tiên phát biểu là Gajowniczek. Ông tuyên bố rằng: "Tôi muốn bày tỏ sự cảm ơn của tôi về món quà của cuộc sống." Vợ ông, Helena, mất năm 1977. Gajowniczek sau đó lại một lần nữa có mặt ở Vatican, lần này với tư cách là khách của Giáo hoàng John Paul II, khi Kolbe được phong thánh vào ngày 10 tháng 10 năm 1982.
Vào năm 1994, Gajowniczek đến thăm Nhà thờ Công giáo Thánh Maximilian Kolbe ở Houston, Texas. Tại đây, ông đã nói rằng chừng nào ông còn hơi thở trong phổi, ông sẽ luôn có nhiệm vụ phải nói với tất cả mọi người về hành động anh hùng của Maximilian Kolbe. 
Gajowniczek qua đời tại thành phố Brzeg vào ngày 13 tháng 3 năm 1995. Ông được chôn cất tại một nghĩa trang tu viện ở Niepokalanów, 53 năm sau khi được Kolbe cứu sống. 